# Temporada 2019 del Campeonato de Italia de Fórmula 4
La temporada 2019 del Campeonato de Italia de Fórmula 4 fue la sexta edición de dicho campeonato. Comenzó el 5 de mayo en Vallelunga y finalizó el 20 de octubre en Monza.
El noruego Dennis Hauger fue el ganador del Campeonato de Pilotos, Paul Aron el ganador del Campeonato de Novatos, y Van Amersfoort Racing se quedó con el Campeonato de Escuderías.

## Escuderías y pilotos
Las escuderías y pilotos para la temporada 2019 fueron las siguientes:
| Escudería                                       | N.º | Piloto              | Estado | Rondas   |
| ----------------------------------------------- | --- | ------------------- | ------ | -------- |
| BWT Mücke Motorsport                            | 2   | Nico Göhler         |        | 3-4      |
| BWT Mücke Motorsport                            | 25  | William Alatalo     |        | Todas    |
| BWT Mücke Motorsport                            | 26  | Joshua Dürksen      | N      | Todas    |
| BWT Mücke Motorsport                            | 99  | Erwin Zanotti       | N      | Todas    |
| Van Amersfoort Racing                           | 4   | Niklas Krütten      |        | 1-4      |
| Van Amersfoort Racing                           | 6   | Ido Cohen           |        | 2-7      |
| Van Amersfoort Racing                           | 8   | Lucas Alecco Roy    |        | Todas    |
| Van Amersfoort Racing                           | 9   | Ido Cohen           |        | 1        |
| Van Amersfoort Racing                           | 62  | Dennis Hauger       |        | Todas    |
| Prema Theodore Racing Abu Dhabi Racing by Prema | 5   | Gianluca Petecof    |        | Todas    |
| Prema Theodore Racing Abu Dhabi Racing by Prema | 7   | Paul Aron           | N      | Todas    |
| Prema Theodore Racing Abu Dhabi Racing by Prema | 10  | Oliver Rasmussen    |        | Todas    |
| Prema Theodore Racing Abu Dhabi Racing by Prema | 11  | Alessandro Famularo |        | Todas    |
| Prema Theodore Racing Abu Dhabi Racing by Prema | 78  | Hamda Al Qubaisi    | F      | 4, 7     |
| Prema Theodore Racing Abu Dhabi Racing by Prema | 88  | Amna Al Qubaisi     | F      | Todas    |
| US Racing                                       | 6   | Roman Staněk        | N      | 1        |
| US Racing                                       | 97  | Roman Staněk        |        | 3-7      |
| BVM Racing                                      | 12  | Filip Ugran         | N      | Todas    |
| BVM Racing                                      | 31  | Pietro Delli Guanti |        | 2-4      |
| BVM Racing                                      | 31  | Marzio Moretti      |        | 6        |
| Bhai Tech Racing                                | 14  | Nicola Marinangeli  | N      | Todas    |
| Bhai Tech Racing                                | 22  | Mikhael Belov       |        | Todas    |
| Bhai Tech Racing                                | 33  | Jesse Salmenautio   |        | 7        |
| Bhai Tech Racing                                | 57  | Umberto Laganella   |        | Todas    |
| Jenzer Motorsport                               | 16  | Giorgio Carrara     |        | 1-4      |
| Jenzer Motorsport                               | 16  | Stefan Fürtbauer    | N      | 7        |
| Jenzer Motorsport                               | 17  | Jonny Edgar         | N      | Todas    |
| Jenzer Motorsport                               | 18  | Emidio Pesce        | N      | Todas    |
| Jenzer Motorsport                               | 21  | Axel Gnos           | N      | Todas    |
| DRZ Benelli                                     | 20  | Ivan Berets         |        | Todas    |
| DRZ Benelli                                     | 33  | Jesse Salmenautio   |        | 1-6      |
| DRZ Benelli                                     | 45  | Ian Rodríguez       |        | 7        |
| AS Motorsport                                   | 28  | Sebastian Freymuth  | N      | Todas    |
| Cram Motorsport                                 | 29  | Emilio Cipriani     |        | Todas    |
| Cram Motorsport                                 | 38  | José Muggiati       | N      | 7        |
| Cram Motorsport                                 | 55  | Roee Mayuhas        | N      | Todas    |
| Cram Motorsport                                 | 84  | Francesco Simonazzi | N      | 1-5      |
| Cram Motorsport                                 | 94  | Daniel Vebster      | N      | Todas    |
| Antonelli Motorsport                            | 36  | Lorenzo Ferrari     | N      | 1-3, 5-7 |
| Antonelli Motorsport                            | 77  | Andrea Rosso        | N      | 1-3, 5   |
| DR Formula by RP Motorsport                     | 68  | Santiago Ramos      | N      | 5-7      |
| R-ace GP                                        | 23  | Grégoire Saucy      |        | 1, 3-4   |
| R-ace GP                                        | 44  | Grégoire Saucy      |        | 1        |
| R-ace GP                                        | 24  | László Tóth         |        | 1, 3-4   |
| R-ace GP                                        | 45  | László Tóth         |        | 1        |
| DF Corse by Corbetta                            | 81  | Fabio Venditti      |        | 1-3      |

| Icono | Leyenda         |
| ----- | --------------- |
| N     | Novato          |
| F     | Trofeo Femenino |

## Calendario
El calendario consistió de las siguientes 7 rondas:
| Ronda    | Ronda | Circuito                              | Fecha           |
| -------- | ----- | ------------------------------------- | --------------- |
| 1        | C1    | Autódromo de Vallelunga Piero Taruffi | 5 de mayo       |
| 1        | C2    | Autódromo de Vallelunga Piero Taruffi | 5 de mayo       |
| 1        | C3    | Autódromo de Vallelunga Piero Taruffi | 5 de mayo       |
| 2        | C1    | Misano World Circuit Marco Simoncelli | 19 de mayo      |
| 2        | C2    | Misano World Circuit Marco Simoncelli | 19 de mayo      |
| 2        | C3    | Misano World Circuit Marco Simoncelli | 19 de mayo      |
| 3        | C1    | Hungaroring                           | 7 de julio      |
| 3        | C2    | Hungaroring                           | 7 de julio      |
| 3        | C3    | Hungaroring                           | 7 de julio      |
| 4        | C1    | Red Bull Ring, Spielberg              | 14 de julio     |
| 4        | C2    | Red Bull Ring, Spielberg              | 14 de julio     |
| 4        | C3    | Red Bull Ring, Spielberg              | 14 de julio     |
| 5        | C1    | Autodromo Enzo e Dino Ferrari         | 1 de septiembre |
| 5        | C2    | Autodromo Enzo e Dino Ferrari         | 1 de septiembre |
| 5        | C3    | Autodromo Enzo e Dino Ferrari         | 1 de septiembre |
| 5        | C4    | Autodromo Enzo e Dino Ferrari         | 1 de septiembre |
| 6        | C1    | Autódromo Internacional del Mugello   | 6 de octubre    |
| 6        | C2    | Autódromo Internacional del Mugello   | 6 de octubre    |
| 6        | C3    | Autódromo Internacional del Mugello   | 6 de octubre    |
| 7        | C1    | Autodromo Nazionale di Monza          | 20 de octubre   |
| 7        | C2    | Autodromo Nazionale di Monza          | 20 de octubre   |
| 7        | C3    | Autodromo Nazionale di Monza          | 20 de octubre   |
| Fuentes: |       |                                       |                 |

## Resultados
| Ronda | Ronda | Ronda                                 | Pole Position    | Vuelta rápida                                          | Piloto ganador                                         | Escudería ganadora                                     | Ganador clase secundaria                               |
| ----- | ----- | ------------------------------------- | ---------------- | ------------------------------------------------------ | ------------------------------------------------------ | ------------------------------------------------------ | ------------------------------------------------------ |
| 1     | C1    | Autódromo de Vallelunga Piero Taruffi | Gianluca Petecof | Emilio Cipriani                                        | Gianluca Petecof                                       | Prema Powerteam                                        | N: Roman Staněk F: Amna Al Qubaisi                     |
| 1     | C2    | Autódromo de Vallelunga Piero Taruffi | Roman Staněk     | Ido Cohen                                              | Joshua Dürksen                                         | BWT Mücke Motorsport                                   | N: Joshua Dürksen F: Amna Al Qubaisi                   |
| 1     | C3    | Autódromo de Vallelunga Piero Taruffi | Lucas Alecco Roy | Gianluca Petecof                                       | Gianluca Petecof                                       | Prema Powerteam                                        | N: Joshua Dürksen F: Amna Al Qubaisi                   |
| 2     | C1    | Misano World Circuit Marco Simoncelli | Gianluca Petecof | William Alatalo                                        | Gianluca Petecof                                       | Prema Powerteam                                        | N: Paul Aron F: Amna Al Qubaisi                        |
| 2     | C2    | Misano World Circuit Marco Simoncelli | Paul Aron        | Dennis Hauger                                          | Dennis Hauger                                          | Van Amersfoort Racing                                  | N: Roee Meyuhas F: Amna Al Qubaisi                     |
| 2     | C3    | Misano World Circuit Marco Simoncelli | Oliver Rasmussen | Carrera cancelada debido a las condiciones climáticas. | Carrera cancelada debido a las condiciones climáticas. | Carrera cancelada debido a las condiciones climáticas. | Carrera cancelada debido a las condiciones climáticas. |
| 3     | C1    | Hungaroring                           | Dennis Hauger    | Dennis Hauger                                          | Dennis Hauger                                          | Van Amersfoort Racing                                  | N: Paul Aron                                           |
| 3     | C2    | Hungaroring                           | Dennis Hauger    | Dennis Hauger                                          | Dennis Hauger                                          | Van Amersfoort Racing                                  | N: Paul Aron F: Amna Al Qubaisi                        |
| 3     | C3    | Hungaroring                           | Dennis Hauger    | Dennis Hauger                                          | Gianluca Petecof                                       | Prema Powerteam                                        | N: Joshua Dürksen F: Amna Al Qubaisi                   |
| 4     | C1    | Red Bull Ring                         | Roman Stanêk     | Giorgio Carrara                                        | Paul Aron                                              | Prema Powerteam                                        | N: Paul Aron F: Amna Al Qubaisi                        |
| 4     | C2    | Red Bull Ring                         | Niklas Krütten   | Dennis Hauger                                          | Dennis Hauger                                          | Van Amersfoort Racing                                  | N: Jonny Edgar F: Amna Al Qubaisi                      |
| 4     | C3    | Red Bull Ring                         | Roman Stanêk     | Gianluca Petecof                                       | Giorgio Carrara                                        | Jenzer Motorsport                                      | N: Paul Aron F: Amna Al Qubaisi                        |
| 5     | C1    | Autodromo Enzo e Dino Ferrari         | Roman Stanêk     | Jonny Edgar                                            | Dennis Hauger                                          | Van Amersfoort Racing                                  | N: Jonny Edgar F: Amna Al Qubaisi                      |
| 5     | C2    | Autodromo Enzo e Dino Ferrari         | Roman Stanêk     | Roman Stanêk                                           | Roman Stanêk                                           | US Racing                                              | N: Roman Staněk F: Amna Al Qubaisi                     |
| 5     | C3    | Autodromo Enzo e Dino Ferrari         | Roman Stanêk     | Mikhael Belov                                          | Dennis Hauger                                          | Van Amersfoort Racing                                  | N: Roman Staněk F: Amna Al Qubaisi                     |
| 5     | C4    | Autodromo Enzo e Dino Ferrari         | Oliver Rasmussen | Dennis Hauger                                          | Dennis Hauger                                          | Van Amersfoort Racing                                  | N: Paul Aron F: Amna Al Qubaisi                        |
| 6     | C1    | Autódromo Internacional del Mugello   | Dennis Hauger    | Jonny Edgar                                            | Paul Aron                                              | Prema Powerteam                                        | N: Paul Aron F: Amna Al Qubaisi                        |
| 6     | C2    | Autódromo Internacional del Mugello   | Dennis Hauger    | Dennis Hauger                                          | Dennis Hauger                                          | Van Amersfoort Racing                                  | N: Roman Staněk F: Amna Al Qubaisi                     |
| 6     | C3    | Autódromo Internacional del Mugello   | Dennis Hauger    | Dennis Hauger                                          | Dennis Hauger                                          | Van Amersfoort Racing                                  | N: Paul Aron F: Amna Al Qubaisi                        |
| 7     | C1    | Autodromo Nazionale di Monza          | Dennis Hauger    | Dennis Hauger                                          | Dennis Hauger                                          | Van Amersfoort Racing                                  | N: Joshua Dürksen F: Hamda Al Qubaisi                  |
| 7     | C2    | Autodromo Nazionale di Monza          | Jonny Edgar      | William Alatalo                                        | Dennis Hauger                                          | Van Amersfoort Racing                                  | N: Paul Aron F: Hamda Al Qubaisi                       |
| 7     | C3    | Autodromo Nazionale di Monza          | Jonny Edgar      | Oliver Rasmussen                                       | Dennis Hauger                                          | Van Amersfoort Racing                                  | N: Roman Staněk F: Hamda Al Qubaisi                    |

## Clasificaciones

### Sistema de puntuación
| Posición | 1.º | 2.º | 3.º | 4.º | 5.º | 6.º | 7.º | 8.º | 9.º | 10.º |
| Puntos   | 25  | 18  | 15  | 12  | 10  | 8   | 6   | 4   | 2   | 1    |

### Campeonato de Pilotos
| Pos. | Piloto              | VLL | VLL | VLL | MIS | MIS | MIS | HUN | HUN | HUN | RBR | RBR | RBR | IMO | IMO | IMO | IMO | MUG | MUG | MUG | MNZ | MNZ | MNZ | Puntos |
| ---- | ------------------- | --- | --- | --- | --- | --- | --- | --- | --- | --- | --- | --- | --- | --- | --- | --- | --- | --- | --- | --- | --- | --- | --- | ------ |
| 1    | Dennis Hauger       | 21  | 10  | 11  | 2   | 1   | C   | 1   | 1   | 2   | 5   | 1   | 2   | 1   | 3   | 1   | 1   | 11  | 1   | 1   | 1   | 1   | 1   | 369    |
| 2    | Gianluca Petecof    | 1   | 5   | 1   | 1   | 3   | C   | 2   | 4   | 1   | 11  | 9   | 4   | Ret | 2   | 14  | 3   | 23  | 6   | 4   | 10  | 5   | Ret | 233    |
| 3    | Paul Aron           | 5   | 12  | Ret | 4   | Ret | C   | 3   | 3   | 26  | 1   | 23  | 3   | 4   | 6   | 4   | 2   | 1   | 4   | 2   | 8   | 3   | 5   | 226    |
| 4    | Mikhael Belov       | 2   | 3   | 28  | 9   | 7   | C   | 7   | 2   | 18  | Ret | 11  | 10  | 3   | 4   | 2   | 5   | 5   | 9   | 5   | 2   | 2   | Ret | 179    |
| 5    | Roman Staněk        | 4   | 4   | 6   |     |     |     | 19  | 7   | Ret | Ret | 12  | 5   | 25  | 1   | 3   |     | 7   | 2   | 7   | 26  | 6   | 2   | 144    |
| 6    | Ido Cohen           | Ret | 2   | 12  | 8   | 5   | C   | 6   | 11  | 3   | 7   | 6   | 30  | 5   | 7   | 6   | Ret | 6   | 3   | 11  | 7   | 9   | 6   | 132    |
| 7    | Oliver Rasmussen    | 6   | 14  | 7   | 5   | 4   | C   | 30  | 6   | 6   | 10  | Ret | 11  | Ret | 8   | 11  | 4   | 4   | 10  | 6   | 3   | 7   | 3   | 126    |
| 8    | Joshua Dürksen      | Ret | 1   | 3   | 11  | 8   | C   | 5   | 9   | 4   | 3   | Ret | 8   | 12  | 17  | 16  | 19  | 24  | 5   | 3   | 5   | 22  | Ret | 122    |
| 9    | William Alatalo     | 8   | 6   | Ret | 6   | 9   | C   | 4   | 13  | 5   | 4   | 5   | 6   | 6   | Ret | Ret | 14  | 9   | 7   | 8   | 4   | 4   | 22  | 118    |
| 10   | Jonny Edgar         | 7   | 19  | Ret | 19  | 10  | C   | 21  | 5   | 7   | 9   | 7   | 14  | 2   | 5   | 5   | 9   | 3   | 8   | 10  | Ret | 8   | 9   | 97     |
| 11   | Niklas Krütten      | 27  | 8   | 30  | 3   | 2   | C   | Ret | 8   | 10  | 2   | 2   | 27  |     |     |     |     |     |     |     |     |     |     | 78     |
| 12   | Alessandro Famularo | 3   | Ret | 21  | 7   | 24  | C   | 20  | Ret | 9   | 6   | 10  | 7   | Ret | 9   | 8   | 8   | 8   | 16  | 12  | 9   | 13  | 24  | 54     |
| 13   | Giorgio Carrara     | 11  | 15  | 8   | 15  | 19  | C   | 8   | 15  | 11  | 19  | 8   | 1   |     |     |     |     |     |     |     |     |     |     | 37     |
| 14   | Lucas Alecco Roy    | Ret | 16  | 2   | 14  | 20  | C   | 9   | Ret | 12  | 12  | 13  | 28  | 10  | 23  | 23  | Ret | Ret | Ret | 17  | 6   | 12  | 7   | 35     |
| 15   | Grégoire Saucy      | 20  | Ret | 5   |     |     |     | 31  | 14  | 14  | 8   | 4   | 9   |     |     |     |     |     |     |     |     |     |     | 28     |
| 16   | Ivan Berets         | Ret | Ret | 4   | 18  | Ret | C   | 10  | 23  | 13  | Ret | 15  | 21  | 7   | 11  | 10  | 6   | 22  | 15  | 15  | 15  | 17  | 12  | 28     |
| 17   | Lorenzo Ferrari     | 14  | 9   | 10  | 29  | 15  | C   | Ret | DNS | DNS |     |     |     | 17  | 14  | 9   | 23  | 2   | 13  | 9   | 13  | 11  | Ret | 25     |
| 18   | Jesse Salmenautio   | 10  | 20  | 29  | 20  | 26  | C   | 11  | 12  | 25  | 15  | 3   | 16  | 14  | 16  | 15  | 12  | 12  | 18  | 18  | 11  | 20  | 8   | 20     |
| 19   | Umberto Laganella   | 23  | 7   | 14  | 12  | 11  | C   | Ret | 10  | 8   | 14  | Ret | 15  | Ret | 10  | 7   | Ret | Ret | DNS | DNS |     |     |     | 18     |
| 20   | Roee Meyuhas        | 22  | 21  | 23  | 10  | 6   | C   | 29  | 16  | 15  | 16  | Ret | 22  | 16  | 19  | 18  | 7   | 16  | 14  | 24  | 18  | 16  | 11  | 15     |
| 21   | Ian Rodríguez       |     |     |     |     |     |     |     |     |     |     |     |     |     |     |     |     |     |     |     | 16  | 10  | 4   | 13     |
| 22   | Francesco Simonazzi | 13  | Ret | 15  | 13  | 14  | C   | 17  | 30  | 22  | WD  | WD  | WD  | 8   | 12  | 27  | 13  |     |     |     |     |     |     | 4      |
| 23   | Axel Gnos           | 9   | 22  | 16  | 24  | 22  | C   | 23  | 25  | DNS | 18  | 16  | 13  | 22  | 13  | 20  | 10  | 10  | 11  | 27  | 19  | Ret | 13  | 4      |
| 24   | Sebastian Estner    |     |     |     |     |     |     |     |     |     |     |     |     | 9   | Ret | 13  |     |     |     |     |     |     |     | 2      |
| 25   | Andrea Rosso        | 18  | Ret | 9   | 25  | 23  | C   | 22  | 31  | Ret |     |     |     | 19  | 24  | Ret | 16  |     |     |     |     |     |     | 2      |
| 26   | Filip Ugran         | 26  | 18  | 18  | 16  | 27  | C   | 24  | 18  | 17  | 27  | 18  | 18  | 13  | 26  | 17  | 11  | Ret | 21  | 22  | 12  | 18  | 10  | 1      |
| 27   | Daniel Vebster      | 12  | 11  | 13  | 17  | 12  | C   | 12  | 17  | 20  | 13  | 21  | 12  | 11  | 15  | 12  | 24  | 14  | 17  | 23  | 17  | 14  | DNS | 0      |
| 28   | Marzio Moretti      |     |     |     |     |     |     |     |     |     |     |     |     |     |     |     |     | 15  | 12  | 14  |     |     |     | 0      |
| 29   | Nicola Marinangeli  | 16  | 13  | 27  | 22  | 29  | C   | 14  | Ret | 19  | 24  | 24  | Ret | 15  | 27  | 21  | 17  | Ret | 25  | 13  | 14  | 27  | 20  | 0      |
| 30   | Emilio Cipriani     | 25  | 23  | 20  | 21  | 13  | C   | 13  | 27  | Ret | 25  | Ret | 31  | 24  | 18  | 25  | 21  | 18  | 20  | 25  | 22  | 19  | 23  | 0      |
| 31   | Amna Al Qubaisi     | 19  | 27  | 22  | 26  | 17  | C   | Ret | 21  | 29  | 22  | 17  | 23  | 18  | 25  | 26  | 15  | 13  | 26  | 16  | 28  | 28  | Ret | 0      |
| 32   | Emidio Pesce        | 15  | 26  | 19  | 27  | 25  | C   | 28  | 22  | 16  | 26  | Ret | 25  | 20  | 20  | 22  | 18  | 17  | 19  | 21  | 21  | 25  | 14  | 0      |
| 33   | Nico Göhler         |     |     |     |     |     |     | 16  | 19  | 23  | 21  | 14  | 24  |     |     |     |     |     |     |     |     |     |     | 0      |
| 34   | Erwin Zanotti       | 24  | Ret | 24  | 30  | 28  | C   | 25  | 24  | 27  | 20  | Ret | 29  | 21  | 21  | 19  | 20  | 21  | 22  | 19  | 20  | 15  | 15  | 0      |
| 35   | Pietro Delli Guanti |     |     |     | 28  | 21  | C   | 15  | 20  | 24  | 17  | 19  | 17  |     |     |     |     |     |     |     |     |     |     | 0      |
| 36   | Sebastian Freymuth  | 17  | 17  | 17  | 23  | 16  | C   | 26  | 28  | 21  | 23  | 20  | 20  | 23  | Ret | 24  | 22  | 19  | 24  | 20  | Ret | 21  | 16  | 0      |
| 37   | Stefan Fürtbauer    |     |     |     |     |     |     |     |     |     |     |     |     |     |     |     |     |     |     |     | 23  | 24  | 17  | 0      |
| 38   | László Tóth         | Ret | 24  | 25  |     |     |     | 18  | 26  | 28  | Ret | Ret | 19  |     |     |     |     |     |     |     |     |     |     | 0      |
| 39   | José Muggiati       |     |     |     |     |     |     |     |     |     |     |     |     |     |     |     |     |     |     |     | 27  | 23  | 18  | 0      |
| 40   | Fabio Venditti      | Ret | 25  | 26  | Ret | 18  | C   | 27  | 29  | 30  |     |     |     |     |     |     |     |     |     |     |     |     |     | 0      |
| 41   | Santiago Ramos      |     |     |     |     |     |     |     |     |     |     |     |     | Ret | 22  | 28  |     | 20  | 23  | 26  | 24  | 29  | 19  | 0      |
| 42   | Hamda Al Qubaisi    |     |     |     |     |     |     |     |     |     | 28  | 22  | 26  |     |     |     |     |     |     |     | 25  | 26  | 21  | 0      |
| Pos. | Piloto              | VLL | VLL | VLL | MIS | MIS | MIS | HUN | HUN | HUN | RBR | RBR | RBR | IMO | IMO | IMO | IMO | MUG | MUG | MUG | MNZ | MNZ | MNZ | Puntos |

| Color     | Resultado                                                               |
| --------- | ----------------------------------------------------------------------- |
| Oro       | Ganador                                                                 |
| Plata     | 2.ª plaza                                                               |
| Bronce    | 3.ª plaza                                                               |
| Verde     | Finalizó en los puntos                                                  |
| Azul      | Finalizó sin puntos                                                     |
| Azul      | NC - No clasificado                                                     |
| Violeta   | Ret - No terminó (Carrera)                                              |
| Rojo      | DNQ - No se clasificó                                                   |
| Negro     | DSQ - Descalificado                                                     |
| Blanco    | DNS - No empezó (carrera)                                               |
| Blanco    | WD - Retirado (fin de semana)                                           |
| Blanco    | C - Carrera cancelada                                                   |
| Sin color | DNP - Inscrito pero no participó                                        |
| Sin color | INJ - Lesionado                                                         |
| Sin color | EX - Excluido                                                           |
| Estado    | Resultado                                                               |
| Negrita   | Pole position                                                           |
| Cursiva   | Vuelta rápida                                                           |
| †         | Abandona, pero clasifica al completar el porcentaje requerido para ello |

Fuente:

### Campeonato de Novatos
| Pos. | Piloto              | VLL | VLL | VLL | MIS | MIS | MIS | HUN | HUN | HUN | RBR | RBR | RBR | IMO | IMO | IMO | IMO | MUG | MUG | MUG | MNZ | MNZ | MNZ | Puntos |
| ---- | ------------------- | --- | --- | --- | --- | --- | --- | --- | --- | --- | --- | --- | --- | --- | --- | --- | --- | --- | --- | --- | --- | --- | --- | ------ |
| 1    | Paul Aron           | 2   | 5   | Ret | 1   | Ret | C   | 1   | 1   | 12  | 1   | 9   | 1   | 2   | 3   | 2   | 1   | 1   | 2   | 1   | 2   | 1   | 2   | 348    |
| 2    | Roman Staněk        | 1   | 2   | 2   |     |     |     | 8   | 3   | Ret | Ret | 2   | 2   | 15  | 1   | 1   |     | 4   | 1   | 3   | 13  | 2   | 1   | 261    |
| 3    | Jonny Edgar         | 3   | 9   | Ret | 7   | 3   | C   | 9   | 2   | 2   | 3   | 1   | 6   | 1   | 2   | 3   | 3   | 3   | 4   | 5   | Ret | 3   | 3   | 254    |
| 4    | Joshua Dürksen      | Ret | 1   | 1   | 3   | 2   | C   | 2   | 4   | 1   | 2   | Ret | 3   | 5   | 8   | 6   | 10  | 12  | 3   | 2   | 1   | 10  | Ret | 252    |
| 5    | Daniel Vebster      | 5   | 4   | 5   | 6   | 4   | C   | 3   | 6   | 8   | 4   | 7   | 4   | 4   | 7   | 5   | 14  | 6   | 8   | 11  | 6   | 5   | DNS | 159    |
| 6    | Roee Meyuhas        | 12  | 10  | 11  | 2   | 1   | C   | 16  | 5   | 3   | 5   | Ret | 10  | 8   | 9   | 8   | 2   | 7   | 7   | 12  | 7   | 7   | 5   | 142    |
| 7    | Lorenzo Ferrari     | 7   | 3   | 4   | 14  | 6   | C   | Ret | DNS | DNS |     |     |     | 9   | 6   | 4   | 13  | 2   | 6   | 4   | 4   | 4   | Ret | 125    |
| 8    | Axel Gnos           | 4   | 11  | 7   | 10  | 9   | C   | 11  | 12  | DNS | 7   | 4   | 5   | 13  | 5   | 10  | 4   | 5   | 5   | 14  | 8   | Ret | 6   | 104    |
| 9    | Filip Ugran         | 14  | 8   | 9   | 5   | 12  | C   | 12  | 7   | 5   | 13  | 5   | 8   | 6   | 14  | 7   | 5   | Ret | 10  | 10  | 3   | 8   | 4   | 103    |
| 10   | Francesco Simonazzi | 6   | Ret | 6   | 4   | 5   | C   | 7   | 14  | 9   | WD  | WD  | WD  | 3   | 4   | 14  | 6   |     |     |     |     |     |     | 81     |
| 11   | Nicola Marinangeli  | 9   | 6   | 13  | 8   | 14  | C   | 4   | Ret | 6   | 11  | 10  | Ret | 7   | 15  | 11  | 8   | Ret | 14  | 6   | 5   | 14  | 13  | 63     |
| 12   | Sebastian Freymuth  | 10  | 7   | 8   | 9   | 7   | C   | 14  | 13  | 8   | 10  | 7   | 9   | 14  | Ret | 13  | 12  | 9   | 13  | 8   | Ret | 9   | 9   | 42     |
| 13   | Pietro Delli Guanti |     |     |     | 13  | 8   | C   | 5   | 9   | 11  | 6   | 6   | 7   |     |     |     |     |     |     |     |     |     |     | 38     |
| 14   | Emidio Pesce        | 8   | 12  | 10  | 12  | 11  | C   | 15  | 10  | 4   | 12  | Ret | 12  | 11  | 10  | 12  | 9   | 8   | 9   | 9   | 10  | 13  | 7   | 36     |
| 15   | Nico Göhler         |     |     |     |     |     |     | 6   | 8   | 10  | 9   | 3   | 11  |     |     |     |     |     |     |     |     |     |     | 30     |
| 16   | Erwin Zanotti       | 13  | Ret | 12  | 15  | 13  | C   | 13  | 11  | 13  | 8   | Ret | 13  | 12  | 11  | 9   | 11  | 11  | 11  | 7   | 9   | 6   | 8   | 26     |
| 17   | Andrea Rosso        | 11  | Ret | 3   | 11  | 10  | C   | 10  | 15  | Ret |     |     |     | 10  | 13  | Ret | 7   |     |     |     |     |     |     | 24     |
| 18   | Stefan Fürtbauer    |     |     |     |     |     |     |     |     |     |     |     |     |     |     |     |     |     |     |     | 11  | 12  | 10  | 1      |
| 19   | Santiago Ramos      |     |     |     |     |     |     |     |     |     |     |     |     | Ret | 12  | 15  |     | 10  | 12  | 13  | 12  | 15  | 12  | 1      |
| 20   | José Muggiati       |     |     |     |     |     |     |     |     |     |     |     |     |     |     |     |     |     |     |     | 14  | 11  | 11  | 0      |
| Pos. | Piloto              | VLL | VLL | VLL | MIS | MIS | MIS | HUN | HUN | HUN | RBR | RBR | RBR | IMO | IMO | IMO | IMO | MUG | MUG | MUG | MNZ | MNZ | MNZ | Puntos |

| Color     | Resultado                                                               |
| --------- | ----------------------------------------------------------------------- |
| Oro       | Ganador                                                                 |
| Plata     | 2.ª plaza                                                               |
| Bronce    | 3.ª plaza                                                               |
| Verde     | Finalizó en los puntos                                                  |
| Azul      | Finalizó sin puntos                                                     |
| Azul      | NC - No clasificado                                                     |
| Violeta   | Ret - No terminó (Carrera)                                              |
| Rojo      | DNQ - No se clasificó                                                   |
| Negro     | DSQ - Descalificado                                                     |
| Blanco    | DNS - No empezó (carrera)                                               |
| Blanco    | WD - Retirado (fin de semana)                                           |
| Blanco    | C - Carrera cancelada                                                   |
| Sin color | DNP - Inscrito pero no participó                                        |
| Sin color | INJ - Lesionado                                                         |
| Sin color | EX - Excluido                                                           |
| Estado    | Resultado                                                               |
| Negrita   | Pole position                                                           |
| Cursiva   | Vuelta rápida                                                           |
| †         | Abandona, pero clasifica al completar el porcentaje requerido para ello |

Fuente:

### Campeonato de Escuderías
| Pos. | Escudería             | Puntos |
| ---- | --------------------- | ------ |
| 1    | Van Amersfoort Racing | 576    |
| 2    | Prema Powerteam       | 548    |
| 3    | BWT Mücke Motorsport  | 234    |
| 4    | Bhai Tech Racing      | 199    |
| 5    | US Racing             | 144    |
| 6    | Jenzer Motorsport     | 136    |
| 7    | DRZ Benelli           | 56     |
| 8    | R-ace GP              | 28     |
| 9    | Antonelli Motorsport  | 26     |
| 10   | Cram Motorsport       | 19     |
| 11   | BVM Racing            | 1      |

Fuente:

### Citas
1. ↑  Costa, Luis (6 de octubre de 2019). «Hauger secures Italian F4 title at Mugello». InsideRacing.com (en inglés). Consultado el 20 de octubre de 2019.
2. ↑  «Monza Race 1: Hauger unbeatable 3 times while Aron wins the Rookies». Campeonato de Italia de Fórmula 4 (en inglés). 19 de octubre de 2019. Consultado el 20 de octubre de 2019.
3. 1 2 3 4 5 6  «Italian F4 Championship - Provisional Entry List 2019» (PDF) (en inglés). Consultado el 12 de abril de 2019.
4. 1 2 3 4 5 6 7 8 9  «13 team confermati per la stagione 2019» (en italiano). 31 de enero de 2019. Consultado el 2 de febrero de 2019.
5. 1 2 3  Rubino, Jacopo (21 de febrero de 2019). «Zanotti nel team Mucke con Alatalo e Durksen». ItaliaRacing.net (en italiano). Consultado el 22 de febrero de 2019.
6. ↑  «Niklas Krütten joins VAR for 2019 dual racing program in F4». Van Amersfoort Racing (en inglés). 29 de noviembre de 2018. Consultado el 12 de enero de 2019.
7. ↑  «Italian F.4 Championship Powered by Abarth Misano World Circuit - Marco Simoncelli - Misano -Rn- 17-19 Maggio/May 2019 Elenco Iscritti - Entry List». ACI Sport Italia (en inglés). Consultado el 18 de mayo de 2019.
8. ↑  «Israeli youngster Ido Cohen to compete for VAR in dual F4 program». Van Amersfoort Racing (en inglés). 23 de enero de 2019. Consultado el 24 de enero de 2019.
9. ↑  «Norwegian Dennis Hauger signs up for dual 2019 F4 program». Van Amersfoort Racing (en inglés). 24 de enero de 2019. Consultado el 24 de enero de 2019.
10. ↑  «Prema Powerteam confirms Gianluca Petecof in the 2019 Formula 4 Italian and ADAC champiomships». Prema Powerteam (en inglés). 11 de marzo de 2019. Consultado el 11 de marzo de 2019.
11. ↑  «CIK FIA OK-J European champion, Paul Aron, joins Prema for 2019 Formula 4 Championship». Prema Powerteam (en inglés). 1 de marzo de 2019. Consultado el 1 de marzo de 2019.
12. ↑  «Oliver Rasmussen joins Prema for 2019 Italian and ADAC F4 Championships». MailChi.mp (en inglés). 21 de diciembre de 2018. Consultado el 12 de enero de 2019.
13. ↑  «Prema annuncia Alessandro Famularo». ItaliaRacing.com (en italiano). 15 de febrero de 2019. Consultado el 15 de febrero de 2019.
14. ↑  Hillman, Rachel (11 de julio de 2019). «Hamda Al Qubaisi to join sister Amna in Italian F4 at the Red Bull Ring». FormulaScout.com (en inglés). Consultado el 19 de octubre de 2019.
15. ↑  «Charouz Racing System establish unique junior team partnership with Sauber Motorsport». Fórmula 2 (en inglés). 14 de noviembre de 2018. Consultado el 22 de enero de 2019.
16. ↑  Allen, Peter (19 de febrero de 2019). «Ghiretti joins Pourchaire and Stanek in Sauber-backed US-Charouz F4 line-up». FormulaScout (en inglés). Consultado el 19 de febrero de 2019.
17. 1 2  «BVM Racing officialises the first of two drivers» (en inglés). 8 de marzo de 2019. Consultado el 9 de marzo de 2019.
18. ↑  «Mugello 5/6 ottobre 2019 (5/6 october 2019) Elenco Verificati  - Verified» (PDF). AciSport.it (en italiano). Consultado el 5 de octubre de 2019.
19. ↑  Costa, Massimo (31 de enero de 2019). «Marinangeli si accasa da Bhaitech». ItaliaRacinh.net (en italiano). Consultado el 2 de febrero de 2019.
20. ↑  Costa, Massimo (29 de enero de 2019). «Alla Bhaitech arriva Belov». ItaliaRacing.net (en italiano). Consultado el 30 de enero de 2019.
21. ↑  «🚨Happy to announce that Jesse Salmenautio will race with us for the last Racing Weekend in Monza of the Formula 4 Italian Championship! 😎🏎️». Instagram (en inglés). 15 de octubre de 2019. Consultado el 19 de octubre de 2019.
22. ↑  Wood, Elliot (24 de enero de 2019). «Red Bull junior Dennis Hauger remains in F4, switches to VAR». FormulaScout (en inglés). Consultado el 26 de enero de 2019.
23. ↑  Visman, Floris (17 de febrero de 2019). «Jenzer Motorsport sign Giorgio Carrara for third Formula 4 season». F1 Feeder Series (en inglés). Consultado el 17 de febrero de 2019.
24. 1 2 3  «Italian F.4 Championship Powered by Abarth Monza 18/20 ottobre 2019 (Monza 18/20 october 2019) Auto / Car Elenco Iscritti - Entry List». AciSport.it (en inglés). Consultado el 19 de octubre de 2019.
25. ↑  Allen, Peter (21 de diciembre de 2018). «Jonny Edgar steps up to Formula 4 with Red Bull and Jenzer Motorsport». www.formulascout.com (en inglés). Consultado el 12 de enero de 2019.
26. ↑  «Carrara is back; Pesce starts in the Italian F4 Championship». Jenzer Motorsport (en inglés). 29 de marzo de 2019. Consultado el 23 de abril de 2019.
27. ↑  Allen, Peter (21 de febrero de 2019). «Antonelli Motorsport returns to Italian F4 with kart stars Rosso and Ferrari». FormulaScout (en inglés). Consultado el 22 de febrero de 2019.
28. ↑  «DRZ Benelli lancia Berets». ItaliaRacinh.net (en italiano). 7 de febrero de 2019. Consultado el 12 de febrero de 2019.
29. ↑  «DRZ Benelli grande protagonista nei test di Spielberg con Berets e Salmenautio». Facebook (en italiano). 28 de marzo de 2019. Consultado el 12 de abril de 2019.
30. ↑  «Freymuth si unisce ad AS Motorsport». ItaliaRacing.net (en italiano). 20 de febrero de 2019. Consultado el 20 de febrero de 2019.
31. ↑  Caruccio, Antonio (31 de enero de 2019). «Cram prosegue con Cipriani». ItaliaRacing.net (en italiano). Consultado el 31 de enero de 2019.
32. ↑  Caruccio, Antonio (6 de febrero de 2019). «Meyuhas approda in Cram». ItaliaRacing.net (en italiano). Consultado el 12 de febrero de 2019.
33. ↑  Caruccio, Antonio (22 de marzo de 2019). «Simonazzi chiude il poker Cram». ItaliaRacing.net (en italiano). Consultado el 27 de marzo de 2019.
34. ↑  Caruccio, Antonio (13 de febrero de 2019). «Cram e Vebster ancora assieme». ItaliaRacing.net (en italiano). Consultado el 15 de febrero de 2019.
35. 1 2  Costa, Massimo (19 de febrero de 2019). «Ferrari e Rosso piloti del team Antonelli». ItaliaRacing.net (en italiano). Consultado el 19 de febrero de 2019.
36. ↑  «Dr Formula by RP Motorsport completes test looking forward its comeback to the Italian F4 Championship powered by Abarth». AciSport.com (en inglés). 11 de junio de 2019. Consultado el 19 de octubre de 2019.
37. ↑  «14 teams and 37 drivers at the start of the Italian F4 2019». Acisport.com (en inglés). 10 de abril de 2019. Consultado el 12 de abril de 2019.
38. ↑  «Scuderia DF Corse by Corbetta with Delli Guanti and Venditti in F4». ACI Sport (en inglés). 25 de febrero de 2019. Consultado el 26 de febrero de 2019.
39. ↑  Costa, Massimo (1 de diciembre de 2018). «Il calendario 2019 Confermati Budapest e Spielberg». ItaliaRacing.net (en italiano). Consultado el 12 de enero de 2019.
40. ↑  «Dates reversed between Mugello and Monza». ACI Sport (en inglés). 9 de enero de 2019. Consultado el 12 de enero de 2019.
41. ↑  «Misano race 3 cancelled due to bad weather». Campeonato de Italia de Fórmula 4 (en inglés). 19 de mayo de 2019. Consultado el 21 de mayo de 2019.
42. ↑  Waring, Bethonie (11 de junio de 2019). «FRegional and Italian F4 to run postponed races at Imola». FormulaScout.com (en inglés). Consultado el 15 de junio de 2019.
43. ↑  «Absolute Driver Standing». Campeonato de Italia de Fórmula 4 (en inglés). Consultado el 1 de septiembre de 2019.
44. ↑  «Rookie Driver Standing». Campeonato de Italia de Fórmula 4 (en inglés). Consultado el 1 de septiembre de 2019.
45. ↑  «Teams Standing». Campeonato de Italia de Fórmula 4 (en inglés). Consultado el 1 de septiembre de 2019.